# Oligoaeschna kunigamiensis
Oligoaeschna kunigamiensis là một loài chuồn chuồn ngô thuộc họ Aeshnidae. Chúng là loài đặc hữu của Nhật Bản.